# Hypostomus niceforoi
Hypostomus niceforoi es una especie de peces de la familia Loricariidae en el orden de los Siluriformes.

## Morfología
Los machos pueden llegar alcanzar los 13,5 cm de longitud total.

## Distribución geográfica
Se encuentran en Sudamérica: cuenca del río Japurá.